# Apache Forrest
Apache Forrest es un framework para publicaciones web basado en Apache Cocoon. Se trata de un framework de publicaciones basado en XML que acepta los más variados tipos de ficheros de datos a la entrada, tales como diversos formatos de procesamiento de palabra y de planillas de cálculo, así como dos dialectos de wiki.  Existen plugins que soportan formatos adicionales, tanto en lo que se refiere a entradas como también a salidas (tales como PDF).
Forrest no es un sistema de gestión de contenidos (CMS), dado que carece del conjunto de funciones de workflow y administración de un CMS típico. Su fin primario es la integración y agregación de contenidos provenientes de diversas fuentes, presentándolos en un formato unificado para su consumo por el ser humano.